# Pozo Alcón
Pozo Alcón – gmina w Hiszpanii, w prowincji Jaén, w Andaluzji, o powierzchni 137,87 km². W 2011 roku gmina liczyła 5260 mieszkańców.